# Mumifizierter Wald (Axel Heiberg Island)

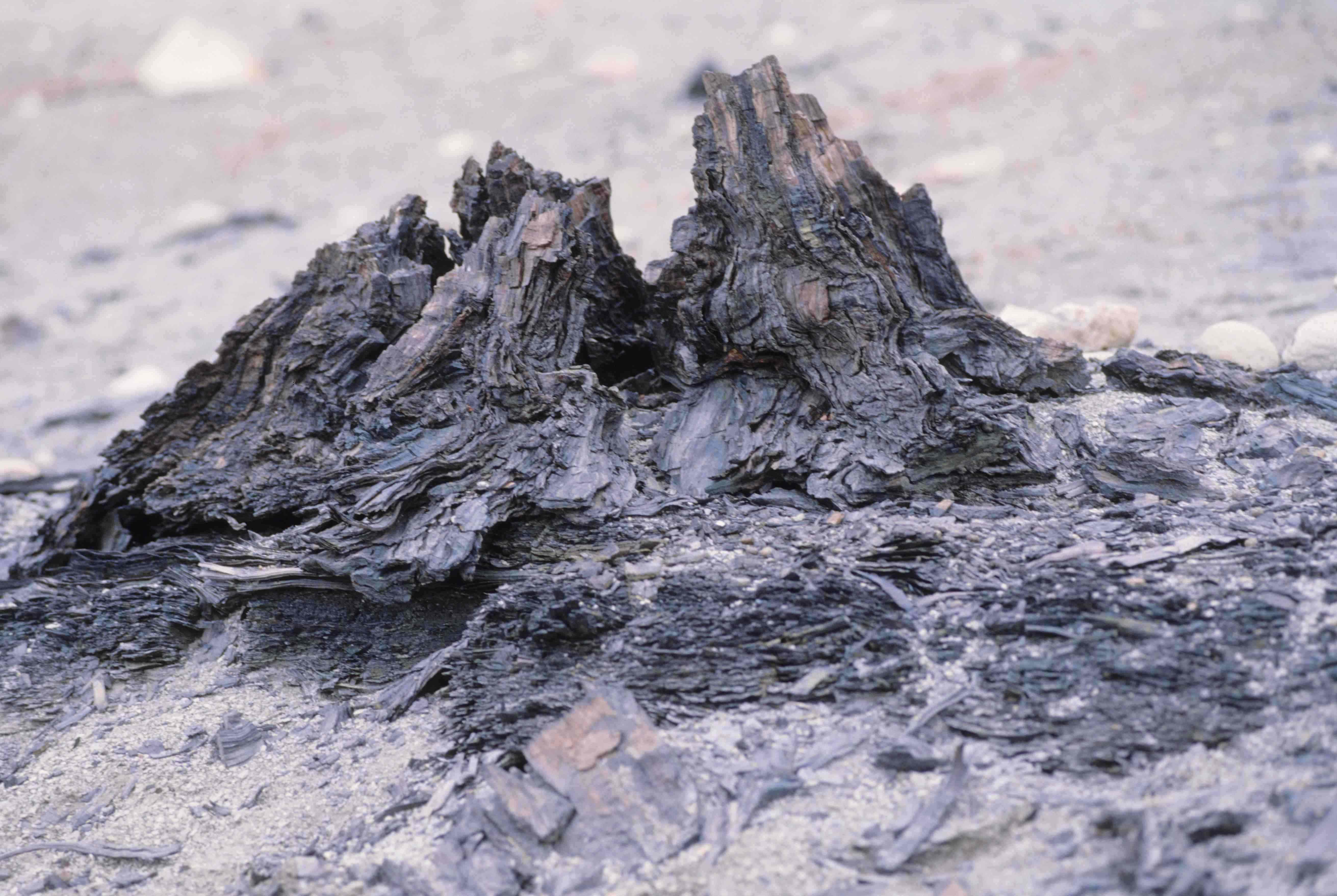
Mumifizierter Baumstumpf auf den Geodetic Hills von Axel Heiberg Island

Der mumifizierte Wald auf dem kanadischen Axel Heiberg Island ist ein Wald aus fossilen Baumstümpfen.
Im Jahr 1985 fielen dem Hubschrauberpiloten Paul Tudge beim Überfliegen der Geodetic Hills in der östlichen Region der kanadischen Axel Heiberg Island eine Reihe von fossilen Baumstümpfen auf, und fast gleichzeitig berichtete auch der Geologe Brian David Ricketts von diesen 40 bis 50 Millionen Jahre alten Fossilien aus dem Eozän. Die Baumreste – darunter einzelne, etwa 50 cm hohe und einen Meter dicke Mammutbaumstümpfe (Metasequoia glyptostroboides) – waren nicht wie gewöhnlich versteinert (petrifiziert), sondern mumifiziert (also brennbar); das Holz war zwar dem Druck von Sedimenten ausgesetzt gewesen, doch wurden die gewachsenen Zellstrukturen nur wenig verändert und nicht wie bei  Versteinerungsprozessen mit Mineralsalzen durchtränkt.
Im Wesentlichen bestand der mumifizierte Wald aus Wasserfichten (Glyptostrobus) und Mammutbäumen (speziell der Art Metasequoia glyptostroboides, englisch dawn redwood), die auf der Axel-Heiberg-Insel eine Höhe von etwa 50 Metern und ein Alter von 1000 Jahren erreichten, wie sich durch Auszählen der Jahresringe erwies.
Von besonderem wissenschaftlichem Interesse sind auch die im Holz und in Zapfen dieses in situ konservierten fossilen Waldes erhaltenen Harzreste. Das Alter und die chemische Zusammensetzung der seit Anfang der 1990er Jahre untersuchten Proben deuten darauf hin, dass einige dieser fossilen Harze auf die Gattung Pseudolarix (Goldlärche) zurückgehen und besonders diese Harze chemisch dem Baltischen Bernstein sehr ähnlich sind. Seither wird eine wahrscheinlich ausgestorbene Art der Gattung Pseudolarix als mögliche botanische Quelle des Baltischen Bernsteins angesehen, dessen Ursprung wegen seiner mehrfachen Umlagerung auch anhand von pflanzlichen Fossilien innerhalb seiner Fundschichten (hauptsächlich „Blaue Erde“) nicht sicher zu bestimmen ist.